# アイザック・パルムッター
アイザック・"アイク"・パルムッター（Isaac "Ike" Perlmutter, ヘブライ語: יצחק "אייק" פרלמוטר; 1942年12月1日 - ）は、イスラエル系アメリカ人の実業家、投資家である。マーベル・エンターテインメントの会長・CEOである。またレミントン・プロダクツやマーベル・トイズの所有者である。

## 生い立ち
イギリス委任統治領パレスチナ（現イスラエル）でユダヤ人の家庭に生まれ、1976年の六日間戦争でイスラエル軍に務めた後、アメリカ合衆国に移住する。所持金わずか250ドルでニューヨークに到着した彼はブルックリン区のユダヤ人墓地に立ち、ヘブライ語のスキルを活かして葬儀の案内をしてチップを稼いだ。
その後彼はニューヨークのストリートで玩具や美容品を販売し、最終的には余剰在庫などで大きな利益を得る方法を発展させた。彼は大学には一度も通わなかったが、バランスシートの読み方を独学で取得し、弱小企業の見過ごされた価値を見出す事が得意となった。

## キャリア

### レブコ
新たにパートナーとなったバーナード・マーデンとともに彼は卸売業者として獲得したスキルを活用し、見切り商品の卸売・小売業者であるオッド・ロット・トレーディング社を設立した。1984年5月、彼らはオッド・ロットをレブコ・ディスカウント・ドラッグ・ストアに売却し、それと引き換えに同社の株式の12%を得た。彼はすぐにレブコの経営に取り掛かったが、最初は好感触であったが、拒絶された。彼らは敵対的買収をちらつかせ、最終的には株式を1億2000万ドルと引き換えにレブコに返却した。

### コレコ
パルムッターは玩具メーカーのコレコ・エンターテインメントの経営陣と密接な関係を築いていた。彼は在庫を譲りうける代わりに、50%の現金と「バーター・アドバタイジング・クレジット」（コレコの今後の広告費を支払う約束）の50%を支払った。4年間で彼は1億4400万ドル相当の商品を受領し、現金7300万ドルを支払った上にバーター・アドバタイジング・クレジットを7100万ドル提供した。
1988年、彼はパーソナルコンピューターの登場に伴いビデオゲーム販売で苦戦し、借金苦に陥っているところに機会を見出した。彼はコレコのすべての上位債券（額面で8500万ドル）を購入した。彼はコレコの倒産の可能性が高いと考えていたが、その資産価値は8500万ドルを補うのに十分であるとも見立てていた。1988年7月、連邦倒産法第11章申請を行った。パルムッターとコレコ経営陣の濃密な関係を疑った他の債権者たちはバーター・アドバタイジング・クレジットに対する不正を主張して彼を訴えた。交渉の末、コレコはハズブロに8500万ドルで売却され、パルムッターは訴訟取り消しと引き換えに6400万ドルを手にした。

### レミントン
1994年、ヴィクター・キアムはレミントン・プロダクツの支配権をパルムッターに売却した。

### マーベル
マーベル・コミックの取締役会会員であったパルムッターは1993年4月から1995年3月まで会長を務めた。、
パルムッターは1990年1月にチャラン・インダストリーズからトイ・ビズ（後のマーベル・トイズ）の前身企業を買収し、アヴィ・アラッドと共同オーナーとなった。トイ・ビズはマーベルとの契約で再編され、名称はズィブとなった。ズィブは海外セールス部門のトイ・ビズ・インターナショナルとパルムッターの持ち分である新たなトイ・ビズを抱えた。
1996年にマーベルが倒産するとパルムッター、アラッド、カール・アイカーン、ロナルド・ペレルマンの間で法廷闘争が発生した。1997年までにパルムッターとアラッドはアイカーンとペレルマンを追放して会社の支配権を得た。トイ・ビズとマーベルは1998年6月に合併してマーベル・エンタープライゼズとなり、トイ・ビズは新会社の部門となった。
2001年11月、パルムッターは取締役会の副会長に就任した。2005年1月1日に彼はマーベル・コミックの最高経営責任者（CEO）に就任した。彼はまたマーベル・エンターテインメントのCEOも兼任し、2009年12月31日にウォルト・ディズニー・カンパニーによってマーベルが買収された後もその役職に留まった。買収後、パルムッターは8億ドルの現金と5億9000万ドル相当のディズニー株を手にしたが、ディズニーの取締役会には入らなかった。
2015年9月、パルムッターはマーベル・スタジオの企画監修の立場から退いた。これはディズニーがマーベル・スタジオ社長のケヴィン・ファイギをウォルト・ディズニー・スタジオ会長のアラン・ホルンの直属の部下にすべきと考えたためであり、同様にピクサーやルーカスフィルムといったディズニーのすべての映画関連事業がウォルト・ディズニー・スタジオの子会社となった。この再編成はファイギがパルムッターと働く上で「フラストレーション」を抱えており、またパルムッターがテレンス・ハワードが演じたジェームズ・ローズの配役を「黒人は同じに見える」という理由でドン・チードルに変更した等の物議を醸す言動に基づいていると報じられた。彼の創造的なアプローチを知る人物は「アイク・パルムッターは多様性について認めることも気に掛けることもなく、ただ金儲けになりそうな事にだけ関心がある」と述べている。

## 政治的活動
2015年、妻のローラはマルコ・ルビオ上位院議員の大統領選を支援するスーパーPACに200万ドルを寄付した。
2016年1月、当時大統領候補者であったドナルド・トランプは自身が主催する退役軍人支援イニシアチブにパルムッターが100万ドルの寄付を表明したことを明かした。
2016年6月30日、妻のローラはトランプを支援するPACに44万9400ドルを寄付し、その後彼の就任委員会の一員となった。
2017年4月、『ニューヨーク・タイムズ』はパルムッターをトランプ大統領が「ホワイトハウス門外」で相談役とする20人のうち1人の「クラブゴルファー」であり、退役軍人問題に関して非公式にアドバイスし、マー・ア・ラゴの来賓であると報じた。

## 私生活
キャリア初期の頃にキャッツキル山地のリゾートでローラと出会い、すぐに結婚した。2人はフロリダ州 パームビーチのマー・ア・ラゴとニューヨークに自宅を構えている。
パルムッターは多くの訴訟沙汰や破産を起こしたことが公になっているが、自身のキャリア全体をメディアのインタビューで語らず、また写真もほとんど撮られていない。